# Schlacht bei Magnano
Ostrach – Feldkirch – Stockach I – Verona – Magnano – Cassano d’Adda – Bassignana – Frauenfeld – Winterthur – Zürich I – Trebbia – Mantua – Novi – Döttingen - Vlieter – Bergen – Gotthardpass – Teufelsbrücke – Dietikon – Zürich II – Linth – Muotatal – Näfels – Egmont – Castricum - Genola – Wiesloch – Genua – Rheinklingen – Engen – Stockach II –  Meßkirch – Biberach II – Montebello – Marengo – Höchstädt – Oberhausen – Brión – Hohenlinden – Walserfeld – Pozzolo – Kopenhagen – Algeciras I – Algeciras II
Die Schlacht von Magnano ereignete sich am 5. April 1799 im Rahmen des Zweiten Koalitionskriegs. In dieser Schlacht siegte eine österreichische Armee unter dem Kommando von Paul von Kray über eine französische Armee, kommandiert von Barthélemy Schérer.

## Vorgeschichte
Nach dem Frieden von Campo Formio, verblieb nur Großbritannien im Krieg mit Frankreich. Doch eine aggressive Außenpolitik der Franzosen provozierte die Habsburgermonarchie und das Zarentum Russland, weswegen diese sich mit Großbritannien zur Zweiten Koalition zusammenschlossen.
In der Schweiz begannen die Feindseligkeiten zwischen Frankreich und Österreich im März 1799. Auf dem Gebiet des Heiligen Römischen Reichs Deutscher Nationen siegten die Österreicher über die Franzosen in der Schlacht von Stockach. Am nächsten Tag kam es zu Kämpfen entlang des Flusses Adige zwischen Truppen von Schérer und von Kray. In der Schlacht bei Verona siegten die Franzosen, sodass sie die Österreicher nach Verona zurückdrängen konnten, doch diesen gelang es, den Fluss bei Legnago zu überqueren. Um Verona zu verteidigen, konzentrierte General Kray seine Truppen in der Umgebung der Stadt. Schérers Armee kam von Süden mit der französischen Festung Mantua im Rücken. Der französische Kommandant beschloss, die Adige zu überqueren, um Kray von Verona wegzulocken, doch schwere Regenfälle verhinderten die Umsetzung dieses Plans. Am 5. April kam es schließlich auf einem vom Regen durchnässten Feld in der Nähe des Dorfs Magnano, südlich von Verona, zur Schlacht.

## Schlachtverlauf
Schérer setzte 41.000 Infanteristen und etwa 6.800 Kavalleristen ein. Seine sechs Divisionen wurden von Hélie Désiré Perruquet de Montrichard, Claude-Victor Perrin gen. Victor, Jacques Maurice Hatry, Antoine Guillaume Delmas, Jean-Mathieu-Philibert Sérurier, und Paul Grenier befehligt. Kray befehligte etwa 46.000 Mann, zu denen seine eigenen Soldaten sowie Soldaten der Kommandanten Ignaz Karl von Mercandin, Michael von Fröhlich, Konrad Valentin von Kaim, und Johann von Zoph gehörten.
Schérer befahl der Division von Victor und der Division von Grenier, die rechte Flanke der Österreicher anzugreifen. Die Divisionen von Hatry und Montrichard sollten das Zentrum der Armee attackieren; sie standen dabei unter dem Oberkommando von Jean-Victor Moreau. Serurier sollte mit seiner Division den Angriff auf das Zentrum decken. Delmas’ Truppen waren in der Reserve, um später Lücken in der französischen Formation zu füllen, die durch den Vormarsch der anderen Truppenteile, insbesondere der von Hatry und Montrichard entstanden.
Beide Armeen rückten gleichzeitig vor; es kam bei Magnano zum Kampf. Der österreichische Kommandant befahl Mercandin, den linken Truppenflügel zu übernehmen, Kaim erhielt das Kommando über das Zentrum und Zoph das über den rechten Flügel. Prinz Friedrich Franz Xaver von Hohenzollern-Hechingen und Franz de Lusignan befehligten zwei Reservedivision.
Victor und Grenier, die zahlenmäßig überlegen waren, siegten an ihrer Flanke über Mercandin, der in der Schlacht fiel. Sie drängten anschließend weiter nach Verona. General Kray entsandte von Hohenzollern-Hechingen, um Zoph zu unterstützen. Serurier wurde in einen langwierigen Stellungskampf verwickelt, in dem er schließlich erfolgreich war. Moreau gelangte es, die Österreicher zurückzudrängen;, er erreichte aber keinen großen Erfolg. Delmas’ Truppen kamen spät zum Einsatz; er begegnete Kaims Truppen und schlug sie zurück.
Insgesamt entwickelte sich die Lage für die Franzosen negativ, weil Schérers Truppen durch die zahlreichen Attacken und ihr Vorrücken weit verstreut waren. Kray konnte seine Reserve-Truppen zum bis dahin sehr erfolgreichen französischen rechten Flügel vorrücken lassen. Dieser Angriff zwang Victor und Grenier, sich zurückzuziehen, woraufhin die französische Formation noch weiter auseinanderbrach. Kray entsandte außerdem Truppen zur ungeschützten Division von Demas, der ebenfalls zum Rückzug gezwungen wurde. Die französische Formation war zu diesem Zeitpunkt zerstört; auch die übrigen Truppen zogen sich schnell zurück.

## Folgen
Auf Seiten der Franzosen wurden etwa 3500 Mann getötet oder verletzt. Zusätzlich nahmen die Österreicher 4500 Mann gefangen und erbeuteten 18 Kanonen. Die Österreicher hatten 4000 Tote, darunter Mercandin, und Verletzte zu beklagen. Sie verloren weitere 2000 Mann durch Gefangenschaft. Nach der Niederlage zogen sich die Franzosen unter Schérer zur Adda zurück, wobei sie einige zu verteidigende Stellungen zurückließen. So fiel Brescia am 21. April an die Österreicher. Schérer gab das Kommando über die Armee an Moreau ab. Der Sieger, Paul von Kray, erhielt eine Beförderung zum Feldzeugmeister.
Zur nächsten größeren Schlacht kam es am 27. April bei Cassano.